# Svensk Kollektivtrafik
Svensk Kollektivtrafik  är en branschorganisation i Sverige för länstrafikbolag och regionala kollektivtrafikmyndigheter vilka erbjuder lokal och regional kollektivtrafik med buss, tåg, spårvagn, tunnelbana och båt i Sverige. Tillsammans med Sveriges Bussföretag, Svenska Taxiförbundet, Branschföreningen Tågoperatörerna, Sveriges Kommuner och Landsting samt Trafikverket och Jernhusen ingår Svensk Kollektivtrafik i Partnersamverkan för en förbättrad kollektivtrafik. Partnersamverkan för en förbättrad kollektivtrafik är en samverkansarena för aktörerna inom kollektivtrafiksverige. Det övergripande målet för Partnersamverkan är att kollektivtrafiken ska nå en fördubblad marknadsandel. Svensk Kollektivtrafik tillgängliggör nationell fordons- och miljöstatistik för externa parter såsom forskare. Data samlas in från samtliga trafikhuvudmän via systemet FRIDA från Nordic Port.
VD för Svensk Kollektivtrafik är Johan Wadman. Styrelseordförande från 2023 är Bijan Zainali (S).

## Historik
Svensk Kollektivtrafik bildades 1905 som Svenska Spårvägsföreningen. År 1927 blev det formellt möjligt även för buss- och förortsbaneföretag att bli medlemmar i föreningen, 1935 ändrades namnet till Svenska Spårvägs-, Buss- och Förortsbaneföreningen (SBFF) och 1943 till Svenska Lokaltrafikföreningen (SLTF). Föreningen organiserade offentligägda lokaltrafikföretag fram till 1993, då de operativa busstrafikföretagen gick över till det nybildade Svenska Bussbranschens Riksförbund (BR). 2008 bytte branschorganisationen namn från Svenska Lokaltrafikföreningen till Svensk Kollektivtrafik.